# تام (دهانه)
تام یک دهانه برخوردی در ماه‌ است.

## دهانه‌های اقماری
این دهانه ۱ دهانه اقماری دارد.
| Tamm | عرض جغرافیایی | طول جغرافیایی | قطر          |
| ---- | ------------- | ------------- | ------------ |
| X    | ۲.۷° S        | ۱۴۵.۵° E      | ۱۳.۰ کیلومتر |